# Экологическая геология
Экологическая геология — научная дисциплина, изучающая экологические функции литосферы, закономерности их формирования и пространственно-временного изменения под влиянием природных и техногенных причин в связи с жизнью и деятельностью биоты и, прежде всего, — человека. При этом под экологическими функциями литосферы (понятие введено В. Т. Трофимовым и Д. Г. Зилингом в 1994 г.) понимается всё многообразие функций, определяющих и отражающих роль и значение литосферы, включая подземные воды, нефть, газы, геофизические поля и протекающие в ней геологические процессы, в жизнеобеспечении биоты и, главным образом, человеческого сообщества. Выделяют следующие экологические функции литосферы: ресурсную, геодинамическую, геохимическую и геофизическую.
Объект исследования экологической геологии — литосфера в зоне взаимодействия с биотой или в зоне её взаимодействия с биотой и техническими объектами (в том числе — инженерными сооружениями). Таким образом объектом исследования являются эколого-геологические системы: «литосфера-биота» или «литосфера-биота-технические объекты» глобального, регионального или локального уровней.
Предметом исследования экологической геологии являются знания об экологических функциях (свойствах) литосферы.
Система фундаментальных понятий экологической геологии включает в себя такие категории как экологическая геология, экологические функции литосферы, её экологические свойства, эколого-геологическая система, эколого-геологические условия и их состояние и т. п.
Логическая структура экологической геологии как науки включает в себя: экологическое ресурсоведение, экологическую геодинамику, экологическую геохимию и экологическую геофизику.
Практическими разделами экологической геологии являются: 1) экологическая геология территорий влияния городских агломераций, 2) экологическая геология зон влияния гидротехнических объектов; 3) экологическая геология территорий влияния месторождений полезных ископаемых; 4) экологическая геология территорий влияния мелиоративных объектов; 5) экологическая геология зон влияния линейных объектов; 6) экологическая геология зон влияния теплоэнергетических объектов; 7) экологическая геология зон влияния атомно-энергетических объектов; 8) экологическая геология территорий влияния сельскохозяйственных объектов; 9) экологическая геология территорий влияния лесохозяйственных объектов; 10) экологическая геология территорий влияния промышленных объектов и др.
Структура научного метода экологической геологии включает в себя: общую структуру методики эколого-геологических исследований; специальные методы исследований: эколого-геологическое картирование, функциональный анализ эколого-геологической обстановки, эколого-геологическое моделирование, эколого-геологический мониторинг, инженерно-экологические изыскания и др.

## Учебная литература
- Беляев А. М., Иванюкович Г. А., Куриленко В. В., Хайкович И. М. Радиоэкогеология. / Уч. пособие под ред. В. В. Куриленко. — СПб., Изд-во СПбГУ, 2003. 507 с.
- Богословский В. А., Горбачев Ю. И., Жигалин А. Д. и др. / Раздел «Экологическая и медицинская геофизика» в учебнике «Геофизика» / Под ред. В. К. Хмелевского. — М.: КДУ, 2007. 320 с.
- Богословский В. А., Жигалин А. Д., Хмелевской В. К. Экологическая геофизика: учебное пособие. — М.: Изд-во Моск. ун-та, 2000. 256 с.
- Королёв В.А. Инженерная и экологическая геодинамика (электронное уч. пособие на CD) — М., МГУ, 2004.
- Королёв В.А. Мониторинг геологических, литотехнических и эколого-геологических систем. / Уч. пособие под ред. В. Т. Трофимова. — М., Изд-во «Книжный дом университет», 2007.- 416 с.
- Косинова И. И., Барабошкина Т. А. Практикум к учебной полевой практике по экологической геологии //Уч. пособие. под ред. В. Т. Трофимова. — Воронеж: Воронежск. гос. ун-т. 2006. 64 с.
- Косинова И. И., Богословский В. А., Бударина В. А. Методы эколого-геохимических, эколого-геофизических исследований и рациональное недропользование : учебное пособие .— Воронеж : Воронеж. гос. ун-т, 2004 . 281 с.
- Косинова И. И., Богословский В. А., Курилович А. Э. Методика эколого-геохимических и эколого-геофизических исследований : Учеб. пособие для студентов дневн. отд-ния геол. фак. — Воронеж : Воронеж. гос. ун-т, 2001. 109 с.
- Косинова И. И., Валяльщиков В. В. Методические указания по производственной практике и написанию выпускной квалификационной работы (дипломного проекта, дипломной работы) для студентов дневного отделения: спец. 020306 (013300) — Экологическая геология.— Воронеж : Воронеж. гос. ун-т, 2007. 37 с.
- Косинова И. И., Курилович А. Э., Зинюков Ю. М. Учебная полевая практика по методам гидрогеологических и инженерно-геологических исследований // Полевые практики геологического факультета: Уч. пособие. — Воронеж, ВГУ, 2003. С. 192—232.
- Куриленко В. В. Основы управления природо- и недропользования. Экологический менеджмент. / Уч. пособие — СПб. Изд-во С.-Петербургского ун-та. 2000, 208 с.
- Куриленко В. В. Применение математических методов в гидрогеологии и экологической геологии. / Учебное пособие. — Л.: Изд-во СПбГУ, 1998, ч. 1, 164 c.; ч. 2, 154 c.; ч. 3. 192 c.
- Куриленко В. В., Беляев А. М. и др. Требования и рекомендации по подготовке, оформлению и защите курсовых работ студентов I—III курсов, квалификационных бакалаврских работ студентов IV курса и дипломных работ студентов V курса кафедры экологической геологии. Методические указания, СПбГУ, 2000, 40 с.
- Куриленко В. В., Зайцева О. В., Новикова Е. А., Осмоловская Н. Г. Основы экогеологии, биоиндикации и биотестирования водных экосистем. / Уч. пособие. Под ред. В. В. Куриленко. — СПб. Изд-во СПбГУ. 2004, 480 с.
- Опекунов А. Ю., Холмянский М. А., Куриленко В. В. Введение в экогеологию шельфа./ Уч. пособие. — СПб. Изд-во СПб гос. ун-та. 2000, 176 с.
- Полевые методы гидрогеологических, инженерно-геологических, геокриологических, инженерно-геофизических и эколого-геологических исследований. / Методич. руководство, 2-е изд. // Уч. пособие под ред. Королёва В.А.и др. — М., Изд-во Моск. ун-та, 2000, 352 с.
- Трофимов В.Т. Лекции по экологической геологии. Лекции 6-10./ Уч. пособие. — М.: Изд-во Моск. ун-та, 2009. 152 с.
- Трофимов В.Т. Зилинг Д. Г. Формирование экологических функций литосферы. / Уч. пособие. — С.-Петербург, 2005, 190 с.
- Трофимов В.Т, Зилинг Д. Г. Экологическая геология: учебник. — М.: ЗАО «Геоинформмарк», 2002. 415 с. (Гриф Министерства образования РФ)
- Трофимов В.Т, Зилинг Д. Г., Барабошкина Т. А., Жигалин А. Д., Харькина М. А. Трансформация экологических функций литосферы в эпоху техногенеза // Уч. пособие / Под ред. В. Т. Трофимова. — М.: Изд-во «Ноосфера», 2006. 720 с.
- Трофимов В.Т, Зилинг Д. Г., Харькина М. А., Барабошкина Т. А., Жигалин А. Д. Эколого-геологические карты. Теоретические основы и методика составления: Учеб. пособие. 2-е изд. — М.: Высшая школа, 2007. с. 403.
- Трофимов В.Т, Харькина М. А., Григорьева И. Ю. Экологическая геодинамика / Учебник. — М., Изд-во КДУ, 2008, 473 с.